# بیلتسینگسلبن
بیلتسینگسلبن (به آلمانی: Bilzingsleben) یک شهر در آلمان است که در سومردا واقع شده‌است. بیلتسینگسلبن ۷۸۰ نفر جمعیت دارد.